# Busovata
Busovatë en albanais et Busovata en serbe latin (en serbe cyrillique : Бусовата) est une localité du Kosovo située dans la commune/municipalité de Kamenicë/Kosovska Kamenica, district de Gjilan/Gnjilane (Kosovo) ou district de Kosovo-Pomoravlje (Serbie). Selon le recensement kosovar de 2011, elle compte 804 habitants.

## Histoire
La mosquée du village, construite en 1938 et restaurée en 1977, est proposée pour une inscription sur la liste des monuments culturels du Kosovo.

## Démographie

### Évolution historique de la population dans la localité
| 1948 | 1953 | 1961 | 1971 | 1981 | 1991  | 2011 |
| ---- | ---- | ---- | ---- | ---- | ----- | ---- |
| 798  | 860  | 953  | 985  | 993  | 1 054 | 804  |

|  |

### Répartition de la population par nationalités (2011)
En 2011, les Albanais représentaient 99,75 % de la population.